# Medetera setiventris
Medetera setiventris är en tvåvingeart som beskrevs av Thuneberg 1955. Medetera setiventris ingår i släktet Medetera och familjen styltflugor. Arten är reproducerande i Sverige. Inga underarter finns listade i Catalogue of Life.